# Tipulamima sexualis
Tipulamima sexualis là một loài bướm đêm thuộc họ Sesiidae. Nó được biết đến ở Bénin, Malawi và Nigeria.
Ấu trùng ăn các loài Ipomoea.